# シンイ-信義-
シンイ -信義-（신의）は、2012年8月13日から2012年10月30日まで韓国SBSで放送されたテレビドラマ。全33話。テレビせとうちで、2014年5月22日-6月26日まで、平日8：00-8：55（おはようドラマ1部）で放送。

## 出演
- 崔瑩（チェ・ヨン）：イ・ミンホ
近衛隊隊長。
- ユ・ウンス：キム・ヒソン
美容整形外科医。ある日突然現れたチェ・ヨンによって、2012年から高麗時代に連れて行かれる。
- 恭愍王（コンミンワン）：リュ・ドクァン
第31代高麗王。
- 王妃（魯国公主）：パク・セヨン
元の皇帝の娘。高麗へ向かう途中、刺客に襲われ負傷する。
- チャン・ビン：イ・フィリップ
侍医。
- キ・チョル：ユ・オソン
徳成府院君（トクソンプウォングン）。元のキ皇后の兄。恭愍王を懐柔し、ウンスを手中に収めようとする。
- キ・ウォン：チェ・ソクジン
キ・チョルの弟。
- ク・ヤンガク：チョ・インピョ
キ・チョルの参謀。
- ファスイン（火手引）：シン・ウジョン
キ・チョルの舎妹。火功の使い手。
- チョヌムジャ（千音子）：ソンフン
キ・チョルの舎弟。音功の使い手。
- アン・ドチ：クォン・ミン
恭愍王付きの内官。
- チェ尚宮：キム・ミギョン
魯国公主付きの尚宮。チェ・ヨンの叔母。
- チョ・イルシン：イ・ビョンジュン
高麗の臣下。
- 忠恵王：オ・ヒョンチョル
第28代高麗王で、恭愍王の兄。
- ムン・チフ：チェ・ミンス
赤月隊の隊長。メヒを守るために王の剣を代わりに受けた。
- メヒ：キム・ヒョソン
赤月隊の同期でチェ・ヨンの婚約者。
- 慶昌君（キョンチャングン）：チェ・ウォノン
第30代高麗王。江華島に幽閉されている。
- 徳興君（トックングン）：パク・ユンジェ
王の叔父。

## スタッフ
- 監督： キム・ジョンハク
- 脚本： ソン・ジナ
- 音楽監督： オ・ジュンソン
- 武術監督： ヤン・ギリョン

## 商品
セル
- ブルーレイBOX1（4枚組、1話〜8話収録） 2013年4月24日
- ブルーレイBOX2（4枚組、9話〜16話収録） 2013年5月15日
- ブルーレイBOX3（4枚組、17話〜24話収録） 2013年5月29日
- DVD-BOX1（4枚組、1話〜8話収録） 2013年4月24日
- DVD-BOX2（4枚組、9話〜16話収録） 2013年5月15日
- DVD-BOX3（4枚組、17話〜24話収録） 2013年5月29日

- イ・ミンホのシンイ -信義- スペシャル・メイキング vol.1（2枚組） 2013年7月24日
- イ・ミンホのシンイ -信義- スペシャル・メイキング vol.2（2枚組） 2013年7月24日

レンタル
- vol.1 2013年6月5日
- vol.2
- vol.3
- vol.4
- vol.5
- vol.6 2013年6月19日
- vol.7
- vol.8
- vol.9
- vol.10
- vol.11 2013年7月3日
- vol.12
- vol.13
- vol.14
- vol.15
- vol.16 2013年7月17日
- vol.17
- vol.18
- vol.19
- vol.20

## 盗作疑惑
2012年4月06日、Dr.JIN の制作会社クロスピクチャーズとイギムプロダクションは、現代からタイムスリップして過去の時代で医術活動をするなどのドラマの基本設定が日本の「JIN-仁-」と原作使用契約をした放映予定のDr.JINと同じであるとして盗作疑惑を提起、2日に顧問弁護士を通じて韓国SBSに内容証明を送ったと公表し、放映前から話題となる。
2012年7月、韓国SBSは、指摘された部分の台本を書き換えたことで医師でない人物に焦点があたったことから、ハングルタイトルは신의のまま変更せず、漢字タイトルを神醫（神医）から「信義」に変更したと発表している。